# 치평중학교
치평중학교(治平中學校)는 대한민국 광주광역시 서구 쌍촌동에 위치한 공립 중학교이다.

## 학교 연혁
- 1991년 3월 1일 : 초대 박채언 교장 취임
- 1991년 3월 6일 : 개교(8학급 411명)
- 2011년 : 광주광역시교육청 지정 연구학교 운영(연구주제 여학생 체육 교육 활성화)
- 2013년 5월 20일 : 중등문해교육 치평중 누림학교 개교
- 2014년 2월 4일 : 자유학기제 희망학교 운영
- 2015년 2월 25일 : 영어독서교육 선도학교 운영
- 2023년 9월 1일 : 제13대 정희성 교장 취임
- 2025년 1월 10일 : 제32회 졸업식(87명 졸업, 누계 9,653명)
- 2025년 3월 4일 : 입학(남 38명, 여 64명 계 102명)

## 참고 자료
- 치평중학교 - 한국교육학술정보원 학교알리미